# Temple de l'Arcàngel Miquel d'Altea
El Temple de l'Arcàngel Miquel (en rus: Храм Архангела Михаила) és el primer temple de l'Església Ortodoxa Russa construït al País Valencià. Està situat a la urbanització Altea Hills d'Altea, la Marina Baixa. La primera pedra va ser posada el 21 de novembre de 2002 pel bisbe Miguel (Storogenko). Cal destacar que tots els materials que es van emprar per a la seua construcció, fins i tot la mà d'obra, són d'origen rus. Finalment, la consagració del temple es va realitzar l'11 de novembre de 2007 pel metropolità Ciril I de Moscou.